# Krzywopłoty (Poméranie-Occidentale)
Pour les articles homonymes, voir Krzywopłoty.
Krzywopłoty est une localité polonaise de la gmina mixte de Karlino, située dans le powiat de Białogard en voïvodie de Poméranie-Occidentale. Elle se trouve à environ 9 kilomètres au nord-ouest de la ville de Białogard et 110 km au nord-est de Szczecin, la capitale régionale. 

## Géographie

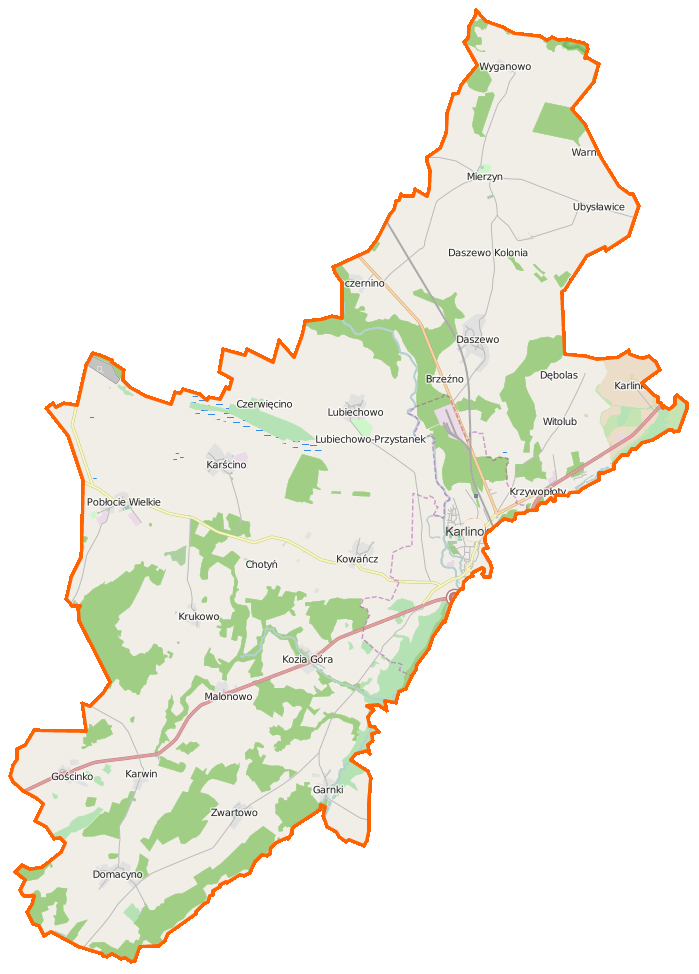
Carte de la gmina de Karlino.